# Lista miniștrilor afacerilor externe în anul 2014
Lista miniștrilor afacerilor externe în anul 2014 se bazează pe Lista statelor lumii și pe Lista de teritorii dependente, așa cum sunt ele cunoscute de la 1 ianuarie 2014 pâna la 31 decembrie 2014. 
Gruparea acestora s-a facut pe baza statutului entitătii pe care o reprezintă după cim urmează State independente recunoscute cvasigeneral, State independente recunoscute parțial de comunitatea internațională, State independente nerecunoscute,  Entități cu statut apropiat de cel de stat,  Diviziuni administrative autonome’',  Territorii nesuverane, autonome sau cu administrație specială și Guverne alternative și / sau în exil
Ministrul afacerilor externe (numele oficial al funcției poate diferi de la stat la  stat conform uzanțelor naționale) este acel membru al guvenului însărcinat cu aplicarea politicii  externe a staului și asigurarea relațiilor cu alte state și organizații internaționale cu responsabilități executive. Un ministru al Afacerilor exteren poate, după caz, asigura uneori și alte portofolii în cadrul unui guvern. Deoarece aceste portofolii nu prezintă interes pentru această listă, ele nu au fost prezentate.
Pot avea miniștri de externe și teritoriile autonome, fie ele diviziuni administrative sau teritorii dependente.

## State independente recunoscute cvasigeneral
| Statul                                 | Funcția | Numele                                                                                   | Începând cu        |
| -------------------------------------- | --- | ---------------------------------------------------------------------------------------- | ------------------ |
| Afganistan                             | Miniștri ai Afacerilor Externe (succesivi)                                                                         | Atiqullah Atifmal interimar)                                                             | 12 decembrie 2014  |
| Afganistan                             | Miniștri ai Afacerilor Externe (succesivi)                                                                         | Zarar Ahmad Moqbel                                                                       | 28 octombrie 2013  |
| Africa de Sud                          | Ministru al Relațiilor Internaționale și Cooperării                                                                | Maite Nkoana-Mashabane                                                                   | 11 mai 2009        |
| Albania                                | Ministru al Afacerilor Externe                                                                                     | Ditmir Bushati                                                                           | 16 septembrie 2013 |
| Algeria                                | Ministru al Afacerilor Externe și Cooperării Internaționale                                                        | Ramtane Lamamra                                                                          | 11 septembrie 2013 |
| Andorra                                | Ministru al Afacerilor Externe                                                                                     | Gilbert Saboya Sunyé                                                                     | 16 mai 2011        |
| Angola                                 | Ministru al Relațiilor Externe                                                                                     | Georges Rebelo Chicoti                                                                   | 26 noiembrie 2010  |
| Antigua și Barbuda                     | Miniștri ai Afacerilor Externe (succesivi)                                                                         | Charles Fernandez                                                                        | 18 iunie 2014      |
| Antigua și Barbuda                     | Miniștri ai Afacerilor Externe (succesivi)                                                                         | Baldwin Spencer (prim-ministru)                                                          | 6 ianuarie 2005    |
| Arabia Saudită                         | Ministru al Afacerilor Externe                                                                                     | Saud bin Faisal bin Abdulaziz Al Saud                                                    | 30 martie 1975     |
| Argentina                              | Ministru al Afacerilor Externe                                                                                     | Héctor Timerman                                                                          | 22 iunie 2010      |
| Armenia                                | Ministru al Afacerilor Externe                                                                                     | Eduard Nalbandyan                                                                        | 14 aprilie 2008    |
| Australia                              | Ministru pentru Afacerile Externe                                                                                  | Julie Bishop                                                                             | 15 septembrie 2013 |
| Austria                                | Ministru federal pentru Afacerile Externe și Integrarea Europeană                                                  | Sebastian Kurz                                                                           | 16 decembrie 2013  |
| Azerbaidjan · (vezi și: §3 )           | Ministru al Afacerilor Externe                                                                                     | Elmar Mammadyarov                                                                        | 2 aprilie 2004     |
| Bahamas                                | Ministru al Afacerilor Externe și Imigrației                                                                       | Fred Mitchell                                                                            | 11 mai 2012        |
| Bahrain                                | Ministru al Afacerilor Externe                                                                                     | șeic Khalid ibn Ahmad Al Khalifah                                                        | 26 septembrie 2005 |
| Bangladesh                             | Muniștri ai Afacerilor Externe (succesivi)                                                                         | Abul Hassan Mahmud Ali                                                                   | 20 februarie 2014  |
| Bangladesh                             | Muniștri ai Afacerilor Externe (succesivi)                                                                         | Sheikh Hasina Wajed (prim ministru)                                                      | 12 ianuarie 2014   |
| Bangladesh                             | Muniștri ai Afacerilor Externe (succesivi)                                                                         | Abul Hassan Mahmud Ali                                                                   | 21 noiembrie 2013  |
| Barbados                               | Ministru al Afacerilor Externe                                                                                     | Maxine McClean                                                                           | 24 noiembrie 2008  |
| Belarus                                | Ministru al Afacerilor Externe                                                                                     | Vladimir Makei                                                                           | 20 august 2012     |
| Belgia · (vezi și : §11)               | Ministru al Afacerilor Externe și Europene                                                                         | Didier Reynders                                                                          | 6 decembrie 2011   |
| Belize                                 | Ministru al Afacerilor Externe                                                                                     | Wilfred Elrington                                                                        | 12 februarie 2008  |
| Benin                                  | Ministru al Afacerilor Externe, Integrării Africane, Francofoniei și Beninezilor din Străinătate                   | Nassirou Bako Arifari                                                                    | 28 mai 2011        |
| Bhutan                                 | Ministru al Afacerilor Externe                                                                                     | Rinzin Dorji                                                                             | 27 iulie 2013      |
| Birmania                               | Ministru al Afacerilor Externe                                                                                     | Wunna Maung Lwin                                                                         | 30 martie 2011     |
| Bolivia                                | Ministru al Relațiilor Externe                                                                                     | David Choquehuanca                                                                       | 23 ianuarie 2006   |
| Bosnia și Herzegovina                  | Ministru al Afacerilor Externe                                                                                     | Zlatko Lagumdžija                                                                        | 10 februarie 2012  |
| Botswana                               | Miniștri ai Afacerilor Internaționale și Cooperării înternaționale (succesivi)                                     | Pelonomi Venson-Moitoi                                                                   | 30 octombrie 2014  |
| Botswana                               | Miniștri ai Afacerilor Internaționale și Cooperării înternaționale (succesivi)                                     | Phandu Skelemani                                                                         | 1 aprilie 2008     |
| Brazilia                               | Ministru al Relațiilor Externe                                                                                     | Luiz Alberto Figueiredo                                                                  | 28 august 2013     |
| Brunei                                 | Ministru al Afacerilor Externe                                                                                     | Mohamed Bolkiah (sultan și prim-ministru)                                                | 1 ianuarie 1984    |
| Brunei                                 | Ministru Secund al Afacerilor Externe                                                                              | Lim Jock Seng                                                                            | 24 mai 2005        |
| Bulgaria                               | Miniștri ai Afacerilor Externe (succesivi)                                                                         | Daniel Mitov                                                                             | 6 august 2014      |
| Bulgaria                               | Miniștri ai Afacerilor Externe (succesivi)                                                                         | Kristian Vigenin                                                                         | 29 mai 2013        |
| Burkina Faso                           | Miniștri ai Afacerilor Externe, Cooperării și Burkinezilor din Străinătate (succesivi)                             | Michel Kafando (președinte)                                                              | 21 noiembrie 2014  |
| Burkina Faso                           | Miniștri ai Afacerilor Externe, Cooperării și Burkinezilor din Străinătate (succesivi)                             | Djibrill Bassolé                                                                         | 21 aprilie 2011    |
| Burundi                                | Ministru al Relațiilor Externe și Cooperării Internaționale                                                        | Laurent Kavakure                                                                         | 7 noiembrie 2011   |
| Cambodgia                              | Ministru al Afacerilor Externe și Cooperării Internaționale                                                        | Hor Namhong                                                                              | 30 noiembrie 1998  |
| Camerun                                | Ministru al Relațiilor Externe                                                                                     | Pierre Moukoko Mbonjo                                                                    | 11 decembrie 2011  |
| Canada · (vezi și : §11)               | Ministru al Afacerilor Externe                                                                                     | John Baird                                                                               | 18 mai 2011        |
| Capul Verde                            | Miniștri ai Afacerilor Externe (succesivi)                                                                         | Jorge Tolentino                                                                          | 18 septembrie 2014 |
| Capul Verde                            | Miniștri ai Afacerilor Externe (succesivi)                                                                         | Jorge Borges                                                                             | 21 martie 2011     |
| Cehia                                  | Miniștri ai Afacerilor Externe (succesivi)                                                                         | Lubomír Zaorálek                                                                         | 29 ianuarie 2014   |
| Cehia                                  | Miniștri ai Afacerilor Externe (succesivi)                                                                         | Jan Kohout                                                                               | 10 iulie 2013      |
| Centrafricană, Republica               | Miniștri ai Afacerilor Externe, Integrării Africane, Francofoniei și Centrafricanulor din Străinătate (succesivi)  | Toussaint Kongo Doudou                                                                   | 27 ianuarie 2014   |
| Centrafricană, Republica               | Miniștri ai Afacerilor Externe, Integrării Africane, Francofoniei și Centrafricanulor din Străinătate (succesivi)  | Léonie Banga-Bothy                                                                       | 13 iunie 2013      |
| Chile                                  | Miniștri ai Afacerilor Externe (succesivi)                                                                         | Heraldo Muñoz                                                                            | 11 martie 2014     |
| Chile                                  | Miniștri ai Afacerilor Externe (succesivi)                                                                         | Alfredo Moreno                                                                           | 11 martie 2010     |
| China (vezi și : §2, și §10)           | Ministru al Afacerilor Externe                                                                                     | Wang Yi                                                                                  | 16 martie 2013     |
| Ciad                                   | Ministru al Afacerilor Externe, Integrării Africane și Cooperării Internaționale                                   | Moussa Faki                                                                              | 23 aprilie 2008    |
| Cipru · (vezi și : §2)                 | Ministru al Afacerilor Extene                                                                                      | Ioannis Kasoulidis                                                                       | 1 martie 2013      |
| Coasta de Fildeș                       | Ministru al Afacerilor Externe                                                                                     | Charles Koffi Diby                                                                       | 22 noiembrie 2012  |
| Columbia                               | Ministru al Relațiilor Extene                                                                                      | María Ángela Holguín                                                                     | 7 august 2010      |
| Comore                                 | Ministru al Relațiilor Externe, Cooperării Internaționale și Comorienilor din Străinătate                          | El-Anrif Said Hassane                                                                    | 13 iulie 2013      |
| Congo, Republica                       | Ministru al Afacerilor Externe, Cooperării și Congolezilor din Străinătate                                         | Basile Ikouébé                                                                           | 31 mai 2007        |
| Congo, Republica Democrată             | Ministru al Afacerilor Externe, și întegrării Regionale                                                            | Raymond Tshibanda                                                                        | 26 aprilie 2012    |
| Coreea, Republica                      | Ministru al Afacerikor Externe                                                                                     | Yun Byung-se                                                                             | 25 februarie 2013  |
| Coreeană, R.P.D.                       | Miniștri ai Afacerilor Externe (succesivi)                                                                         | Ri Su-yong                                                                               | 9 aprilie 2014     |
| Coreeană, R.P.D.                       | Miniștri ai Afacerilor Externe (succesivi)                                                                         | Pak Ui-chun                                                                              | 18 mai 2007        |
| Costa Rica                             | Miniștri ai Relațiilor Externe (succesivi)                                                                         | Manuel González Sanz                                                                     | 8 mai 2014         |
| Costa Rica                             | Miniștri ai Relațiilor Externe (succesivi)                                                                         | Enrique Castillo                                                                         | 14 septembrie 2011 |
| Croația                                | Ministru al Afacerilor Externe și Europene                                                                         | Vesna Pusić                                                                              | 23 decembrie 2011  |
| Cuba                                   | Ministru al Relațiilor Externe                                                                                     | Bruno Rodríguez Parrilla                                                                 | 2 martie 2009      |
| Danemarca · (vezi și : §9)             | Miniștri pentru Afacerile Externe (succesivi)                                                                      | Martin Lidegaard                                                                         | 3 februarie 2014   |
| Danemarca · (vezi și : §9)             | Miniștri pentru Afacerile Externe (succesivi)                                                                      | Holger K. Nielsen                                                                        | 12 decembrie 2013  |
| Djibouti                               | Ministru al Afacerilor Externe și Cooperării Internaționale                                                        | Mahamoud Ali Youssouf                                                                    | 22 mai 2005        |
| Dominica                               | Miniștri aî Afacerilor Externe și ale CARICOM (succesivi)                                                          | Francine Baron                                                                           | 13 decembrie 2014  |
| Dominica                               | Miniștri aî Afacerilor Externe și ale CARICOM (succesivi)                                                          | Roosevelt Skerrit (prim-ministru)                                                        | 4 ianuarie 2010    |
| Dominicană, Republica                  | Miniștri ai Afacerilor Externe (succesivi)                                                                         | Andrés Navarro                                                                           | 15 septembrie 2014 |
| Dominicană, Republica                  | Miniștri ai Afacerilor Externe (succesivi)                                                                         | Carlos Morales Troncoso                                                                  | 16 august 2004     |
| Ecuador                                | Ministru al Relațiilor Externe și Integrării                                                                       | Ricardo Patiño                                                                           | 28 ianuarie 2010   |
| Egipt                                  | Miniștri ai Afacerilor Externe (succesivi)                                                                         | Sameh Shoukry                                                                            | 17 iunie 2014      |
| Egipt                                  | Miniștri ai Afacerilor Externe (succesivi)                                                                         | Nabil Fahmy                                                                              | 16 iulie 2013      |
| El Salvador                            | Miniștri ai Relațiilor Externe (succesivi)                                                                         | Hugo Martínez                                                                            | 1 iunie 2014       |
| El Salvador                            | Miniștri ai Relațiilor Externe (succesivi)                                                                         | Jaime Miranda                                                                            | 14 august 2013     |
| Elveția                                | Șeful Departamentului Federal al Afacerilor Externe                                                                | Didier Burkhalter                                                                        | 1 ianuarie 2012    |
| Emiratele Arabe Unite                  | Ministru al Afacerilor Externe                                                                                     | Abdullah bin Zayed Al Nahyan                                                             | 9 februarie 2006   |
| Eritreea                               | Ministru al Afacerilor Externe                                                                                     | Osman Saleh Mohammed                                                                     | 16 aprilie 2007    |
| Estonia · (vezi și : §10)              | Miniștri ai Afacerilor Externe (succesivi)                                                                         | Keit Pentus-Rosimannus                                                                   | 17 noiembrie 2014  |
| Estonia · (vezi și : §10)              | Miniștri ai Afacerilor Externe (succesivi)                                                                         | Anne Sulling (iinterimar)                                                                | 3 noiembrie 2014   |
| Estonia · (vezi și : §10)              | Miniștri ai Afacerilor Externe (succesivi)                                                                         | Urmas Paet                                                                               | 13 aprilie 2005    |
| Etiopia                                | Ministru al Afacerilor Externe                                                                                     | Tedros Adhanom                                                                           | 29 noiembrie 2012  |
| Fiji                                   | Ministru pentru Afacerile Externe                                                                                  | Inoke Kubuabola                                                                          | 24 iulie 2009      |
| Filipine                               | Secretar al Afacerilor Externe                                                                                     | Albert del Rosario                                                                       | 24 februarie 2011  |
| Finlanda                               | Misistru al Afacerilor Externe                                                                                     | Erkki Tuomioja                                                                           | 22 iunie 2011      |
| Franța (vezi și : §7)                  | Ministru al Afacerilor Externe și Dezvoltării Internaționale                                                       | Laurent Fabius                                                                           | 16 mai 2012        |
| Franța (vezi și : §7)                  | Ministru al Afacerilor Externe                                                                                     | funcție înlocuită                                                                        | 2 aprile 2014      |
| Franța (vezi și : §7)                  | Ministru al Afacerilor Externe                                                                                     | Laurent Fabius                                                                           | 16 mai 2012        |
| Gabon                                  | Ministru al Afacerilor Externe, Cooperării Internaționale și Francofoniei, însărcinat cu Gabonezii din Străinătate | Emmanuel Issoze-Ngondet                                                                  | 28 februarie 2012  |
| Gambia                                 | Miniștri ai Afacerilor Externe (succesivi)                                                                         | Bala Garba Jahumpa                                                                       | 25 august 2014     |
| Gambia                                 | Miniștri ai Afacerilor Externe (succesivi)                                                                         | Mamour Alieu Jagne                                                                       | 11 aprilie 2014    |
| Gambia                                 | Miniștri ai Afacerilor Externe (succesivi)                                                                         | Aboubacar Senghore                                                                       | 1 noiembrie 2013   |
| Georgia · (vezi și: §2,)               | Miniștri ai Afacerilor Externe (succesivi)                                                                         | Tamar Beruchashvili                                                                      | 11 noiembrie 2014  |
| Georgia · (vezi și: §2,)               | Miniștri ai Afacerilor Externe (succesivi)                                                                         | Maia Panjikidze                                                                          | 25 octombrie 2012  |
| Germania · (vezi și :§11)              | Ministru al Afacerilor Externe                                                                                     | Frank-Walter Steinmeier                                                                  | 17 decembrie 2013  |
| Ghana                                  | Ministru al Afacerilor Externe și Integrării Regionale                                                             | Hanna Tetteh                                                                             | 30 ianuarie 2013   |
| Grecia                                 | Ministru al Afacerilor Externe                                                                                     | Evángelos Venizélos                                                                      | 25 iunie 2013      |
| Grenada                                | Miniștri ai Afacerilor Externe (succesivi)                                                                         | Clarice Modeste                                                                          | 1 dccembrie 2014   |
| Grenada                                | Miniștri ai Afacerilor Externe (succesivi)                                                                         | Nickolas Steele                                                                          | 3 martie 2013      |
| Guatemala                              | Miniștri ai Relațiilor Externe (succesivi)                                                                         | Carlos Raúl Morales                                                                      | 18 septembrie 2014 |
| Guatemala                              | Miniștri ai Relațiilor Externe (succesivi)                                                                         | Fernando Carrera                                                                         | 14 ianuarie 2013   |
| Guineea                                | Ministru al Afacerilor Externe și Guineezilor din Străinătate                                                      | François Lonseny Fall                                                                    | 5 octombrie 2012   |
| Guineea-Bissau                         | Miniștri ai Afacerilor Externe și Cooperării Internaționale (succesivi)                                            | Mário Lopes da Rosa                                                                      | 4 iulie 2014       |
| Guineea-Bissau                         | Miniștri ai Afacerilor Externe și Cooperării Internaționale (succesivi)                                            | Fernando Delfim da Silva                                                                 | 6 iunie 2013       |
| Guineea Ecuatorială                    | Ministru al Afacerilor Extene și Cooperării Internaționale                                                         | Agapito Mba Mokuy                                                                        | 22 mai 2012        |
| Guyana                                 | Ministru al Afacerilor Externe                                                                                     | Carolyn Rodrigues                                                                        | 10 aprilie 2008    |
| Haiti                                  | Miniștri ai Afacerilor Externe (succesivi)                                                                         | Duly Brutus                                                                              | 2 aprilie 2014     |
| Haiti                                  | Miniștri ai Afacerilor Externe (succesivi)                                                                         | Pierre Richard Casimir                                                                   | 6 august 2012      |
| Honduras                               | Ministru al Relațiilor Externe                                                                                     | Mireya Agüero                                                                            | 2 mai 2013         |
| India                                  | Miniștri ai Afacerilor Externe (succesivi)                                                                         | Sushma Swaraj                                                                            | 27 mai 2014        |
| India                                  | Miniștri ai Afacerilor Externe (succesivi)                                                                         | Salman Khurshid                                                                          | 28 octombrie 2012  |
| Indonezia                              | Miniștri ai Afacerilor Externe (succesivi)                                                                         | Retno Marsudi                                                                            | 27 octombrie 2014  |
| Indonezia                              | Miniștri ai Afacerilor Externe (succesivi)                                                                         | Marty Natalegawa                                                                         | 22 octombrie 2009  |
| Iordania                               | Ministru al Afacerilor Externe și al Expatriaților                                                                 | Nasser Judeh                                                                             | 23 februarie 2009  |
| Irak · (vezi și: §9)                   | Miniștri ai Afacerilor Externe (succesivi)                                                                         | Ibrahim al-Jaafari                                                                       | 8 septembrie 2014  |
| Irak · (vezi și: §9)                   | Miniștri ai Afacerilor Externe (succesivi)                                                                         | Hussain al-Shahristan (interimar)                                                        | 11 iulie 2014      |
| Irak · (vezi și: §9)                   | Miniștri ai Afacerilor Externe (succesivi)                                                                         | Hoshyar Zebari                                                                           | 3 septembrie 2003  |
| Iran                                   | Ministru al Afacerilor Externe                                                                                     | Mohammad Javad Zarif                                                                     | 15 august 2013     |
| Irlanda                                | Miniștri pentru Afacerile Externe (succesivi)                                                                      | Charles Flanagan                                                                         | 11 iulie 2014      |
| Irlanda                                | Miniștri pentru Afacerile Externe (succesivi)                                                                      | Eamon Gilmore                                                                            | 9 martie 2011      |
| Islanda                                | Ministru pentru Afacerile Externe                                                                                  | Gunnar Bragi Sveinsson                                                                   | 23 mai 2013        |
| Israel · (vezi și : §2)                | Ministru al Afacerilor Externe                                                                                     | Avigdor Liberman                                                                         | 11 noiembrte 2013  |
| Italia                                 | Miniștri ai Afacerilor Externe (succesivi)                                                                         | Paolo Gentiloni                                                                          | 31 octombrie 2014  |
| Italia                                 | Miniștri ai Afacerilor Externe (succesivi)                                                                         | Federica Mogherini                                                                       | 22 februarie 2014  |
| Italia                                 | Miniștri ai Afacerilor Externe (succesivi)                                                                         | Emma Bonino                                                                              | 28 aprilie 2013    |
| Jamaica                                | Ministru al Afacerilor Externe                                                                                     | Arnold Nicholson                                                                         | 6 ianuarie 2012    |
| Japonia                                | Ministru al Afacerilor Externe                                                                                     | Fumio Kishida                                                                            | 26 decembrie 2012  |
| Kazahstan                              | Ministru al Afacerilor Externe                                                                                     | Erlan A. Idrisov                                                                         | 28 septembrie 2012 |
| Kârgâzstan                             | Ministru al Afacerilor Externe                                                                                     | Erlan Abdyldayev                                                                         | 6 septembrie 2012  |
| Kenya                                  | Secretar al Cabinetului pentru Afacerile Externe                                                                   | Amina Mohamed                                                                            | 19 mai 2013        |
| Kiribati                               | Ministru pentru Afacerile Externe și Imigrare                                                                      | Anote Tong (președinte)                                                                  | 10 iulie 2003      |
| Kuweit                                 | Ministru al Afacerilor Externe                                                                                     | șeic Sabah Al-Khalid Al-Sabah                                                            | 23 octombrie 2011  |
| Laos                                   | Ministru al Afacerilor Externe                                                                                     | Thongloun Sisoulith                                                                      | 8 iunie 2006       |
| Lesotho                                | Ministru al Afacerilor Externe și Relațiilor Internaționale                                                        | Mohlabi Tsekoa                                                                           | 2 martie 2007      |
| Letonia                                | Ministru al Afacerilor Externe                                                                                     | Edgars Rinkēvičs                                                                         | 25 octombrie 2011  |
| Liban                                  | Miniștri ai Afacerilor Externe și Emigranților (succesivi)                                                         | Gebran Bassil                                                                            | 15 februarie 2014  |
| Liban                                  | Miniștri ai Afacerilor Externe și Emigranților (succesivi)                                                         | Adnan Mansour                                                                            | 13 iunie 2011      |
| Liberia                                | Ministru al Afacerilor Externe                                                                                     | Augustine Kpehe Ngafuan,                                                                 | 10 februarie 2012  |
| Libia · (vezi și : §10)                | Miniștri ai Afacerilor Externe și Cooperătii Internaționale (succesivi)                                            | Mohammed al-Dairi , (corevendicator începând cu 28 septembrie 2014)                      | 28 septembrie 2014 |
| Libia · (vezi și : §10)                | Miniștri ai Afacerilor Externe și Cooperătii Internaționale (succesivi)                                            | Mohammed Abdulaziz , , (corevendicator din 6 septembrie 2014 până în 28 septembrie 2014) | 26 noiembrie 2012  |
| Liechtenstein                          | Ministru al Afacerilor Externe                                                                                     | Aurelia Frick                                                                            | 25 martie 2009     |
| Lituania                               | Ministru al Afacerilor Externe                                                                                     | Linas Antanas Linkevičius                                                                | 13 decembrie 2012  |
| Luxemburg                              | Ministru al Afacerilor Externe și Imgrării                                                                         | Jean Asselborn                                                                           | 31 iulie 2004      |
| Macedonia                              | Ministru al Afacerilor Externe                                                                                     | Nikola Poposki                                                                           | 28 iulie 2011      |
| Madagascar                             | Miniștri ai Afacerilor Externe (succesivi)                                                                         | Harisoa Razafitrimo                                                                      | 18 aprilie 2014    |
| Madagascar                             | Miniștri ai Afacerilor Externe (succesivi)                                                                         | Ulrich Andriantiana (interimar)                                                          | 4 septembrie 2013  |
| Malaezia                               | Ministru al Afacerilor Externe                                                                                     | Anifah Aman                                                                              | 10 aprilie 2009    |
| Malawi                                 | Miniștri ai Afacerilor Externe și Cooperării Internaționale (succesivi)                                            | George Chaponda                                                                          | 19 iunie 2014      |
| Malawi                                 | Miniștri ai Afacerilor Externe și Cooperării Internaționale (succesivi)                                            | Ephraim Chiume                                                                           | 26 aprilie 2012    |
| Maldive                                | Ministru al Afacerilor Externe și Coperării înternaționale                                                         | Dunya Maumoon                                                                            | 17 noiembrie 2013  |
| Mali                                   | Miniștri ai Afacerilor Externe, Cooperării Internaționale și Integrării Africane (succesivi)                       | Abdoulaye Diop                                                                           | 11 aprilie 2014    |
| Mali                                   | Miniștri ai Afacerilor Externe, Cooperării Internaționale și Integrării Africane (succesivi)                       | Zahabi Ould Sidi Mohamed                                                                 | 8 septembrie 2013  |
| Malta                                  | Ministru al Afacerilor Externe                                                                                     | George William Vella                                                                     | 13 martie 2013     |
| Maroc · (vezi și : §2)                 | Ministru al Afacerilor Externe și Cooperării                                                                       | Salaheddine Mezouar                                                                      | 10 octombrie 2013  |
| Marshall, Insulele                     | Miniștri ai Afacerilor Externe (succesivi)                                                                         | Tony deBrum                                                                              | 17 martie 2014     |
| Marshall, Insulele                     | Miniștri ai Afacerilor Externe (succesivi)                                                                         | Phillip Muller1                                                                          | 10 ianuarie 2012   |
| Mauritania                             | Ministru al Afacerilor Externe și Cooperării                                                                       | Ahmed Ould Teguedi                                                                       | 17 septembrie 2013 |
| Mauritius                              | Miniștri ai Afacerilor Externe și Integrării Regiomale (succesivi)                                                 | Étienne Sinatambou                                                                       | 17 decembrie 2014  |
| Mauritius                              | Miniștri ai Afacerilor Externe și Integrării Regiomale (succesivi)                                                 | Arvin Boolell                                                                            | 13 septembrie 2008 |
| Mexic                                  | Secretar al Relațiilor Externe                                                                                     | José Antonio Meade                                                                       | 1 decembrie 2012   |
| Micronezia                             | Secretar al Afacerilor Externe                                                                                     | Lorin S. Robert                                                                          | 29 iunie 2007      |
| Moldova, Republica (vezi și: §3 și §9) | Ministru al Afacerilor Externe și Integrării Europene                                                              | Natalia Gherman                                                                          | 30 mai 2013        |
| Monaco                                 | Ministru al Relațiilor Externe și Cooperării                                                                       | José Badia                                                                               | 1 ianuarie 2011    |
| Mongolia                               | Miniștri ai Relațiilor Externe (succesivi)                                                                         | Lundeg Purevsuren                                                                        | 10 decembrie 2014  |
| Mongolia                               | Miniștri ai Relațiilor Externe (succesivi)                                                                         | Luvsanvandan Bold                                                                        | 19 august 2012     |
| Mozambic                               | Ministru al Afacerilor Externe și Cooperării                                                                       | Oldemiro Balói                                                                           | 10 martie 2008     |
| Muntenegru                             | Ministru al Afacerilor Externe și Integrării Europene                                                              | Igor Lukšić                                                                              | 4 decembrie 2012   |
| Namibia                                | Ministru al Relațiilor Internaționale și Cooperării                                                                | Netumbo Nandi-Ndaitwah                                                                   | 4 decembrie 2012   |
| Nauru                                  | Ministru pentru Afacerile Externe                                                                                  | Baron Waqa (președinte)                                                                  | 13 iunie 2013      |
| Nepal                                  | Miniștri ai Afacerilor Externe (succesivi)                                                                         | Mahendra Pandey                                                                          | 25 februarie 2014  |
| Nepal                                  | Miniștri ai Afacerilor Externe (succesivi)                                                                         | Madhav Prasad Ghimire                                                                    | 14 martie 2013     |
| Nicaragua                              | Ministru al Relațiilor Externe                                                                                     | Samuel Santos López                                                                      | 10 ianuarie 2007   |
| Niger                                  | Ministru al Afacerilor Externe, Cooperării, Integrării Africane și Nigerenilor din Străinătate                     | Mohamed Bazoum                                                                           | 21 aprilie 2011    |
| Nigeria                                | Miniiștri ai Afacerilor Externe (succesivi)                                                                        | Aminu Wali                                                                               | 6 martie 2014      |
| Nigeria                                | Miniiștri ai Afacerilor Externe (succesivi)                                                                        | Viola Onwuliri (interimară)                                                              | 13 septembrie 2013 |
| Norvegia                               | Ministru al Afacerilor Externe                                                                                     | Børge Brende                                                                             | 16 octombrie 2013  |
| Noua Zeelandă · (vezi și : §8)         | Ministru al Afacerilor Externe                                                                                     | Murray McCully                                                                           | 19 noiembrie 2008  |
| Oman                                   | Ministru al Afacerilor Externe                                                                                     | Qaboos bin Said Al Said (sultan și prim-ministru)                                        | 2 ianuarie 1972    |
| Oman                                   | Ministru Responsabil pentru Afacerile Externe                                                                      | Yusuf bin Alawi bin Abdullah                                                             | 19 decembrie 1997  |
| Pakistan                               | Ministru al Afacerilor Externe                                                                                     | Nawaz Sharif (prim-ministru)                                                             | 5 iunie 2013       |
| Pakistan                               | Consilier al Primului Ministru pe Securitate Națională și Afaceri Externe                                          | Sartaj Aziz                                                                              | 5 iunie 2013       |
| Palau                                  | Ministru de Stat (pentru Afaceri Externe)                                                                          | Billy Kuartei                                                                            | 31 iulie 2013      |
| Panama                                 | Miniștri ai Relațiilor Externe (succesivi)                                                                         | Isabel Saint Malo                                                                        | 1 iulie 2014       |
| Panama                                 | Miniștri ai Relațiilor Externe (succesivi)                                                                         | Francisco Álvarez de Soto                                                                | 1 februarie 2014   |
| Panama                                 | Miniștri ai Relațiilor Externe (succesivi)                                                                         | Fernando Núñez Fábrega                                                                   | 28 februarie 2013  |
| Papua Noua Guinee                      | Ministru pentru Afacerile Externe și Imigrare                                                                      | Rimbink Pato                                                                             | 9 august 2012      |
| Paraguay                               | Ministru al Relațiilor Externe                                                                                     | Eladio Loizaga                                                                           | 15 august 2013     |
| Peru                                   | Miniștri ai Relațiilor Externe (succesivi)                                                                         | Gonzalo Gutiérrez                                                                        | 23 iuinie 2014     |
| Peru                                   | Miniștri ai Relațiilor Externe (succesivi)                                                                         | Eda Rivas                                                                                | 15 mai 2013        |
| Polonia                                | Miniștri ai Afacerilor Externe (succesivi)                                                                         | Grzegorz Schetyna                                                                        | 22 septembrie 2014 |
| Polonia                                | Miniștri ai Afacerilor Externe (succesivi)                                                                         | Radosław Sikorski                                                                        | 16 noiembrie 2007  |
| Portugalia                             | Ministru pentru Afaceri Externe                                                                                    | Rui Machete                                                                              | 24 iulie 2013      |
| Qatar                                  | Ministru al Afacerilor Externe                                                                                     | Khalid bin Mohammad Al Attiyah                                                           | 26 iunie 2013      |
| Regatul Unit (vezi și : §6 șî §11)     | Secretari de Stat pentru Afacerile Externe și ale Commonwealth -ului (succesivi)                                   | Philip Hammond                                                                           | 15 iulie 2014      |
| Regatul Unit (vezi și : §6 șî §11)     | Secretari de Stat pentru Afacerile Externe și ale Commonwealth -ului (succesivi)                                   | William Hague                                                                            | 12 mai 2010        |
| România                                | Miniștri ai Afacerilor Externe (succesivi)                                                                         | Bogdan Aurescu                                                                           | 24 noiembrie 2014  |
| România                                | Miniștri ai Afacerilor Externe (succesivi)                                                                         | Teodor Meleșcanu                                                                         | 10 noiembrie 2014  |
| România                                | Miniștri ai Afacerilor Externe (succesivi)                                                                         | Titus Corlățean                                                                          | 6 august 2012      |
| Rusia                                  | Ministru al Afacerilor Externe                                                                                     | Sergey Lavrov                                                                            | 9 martie 2004      |
| Rwanda                                 | Ministru al Afacerilor Externe și Cooperării Regionale                                                             | Louise Mushikiwabo                                                                       | 3 decembrie 2009   |
| Samoa                                  | Ministru al Afacerilor Externe                                                                                     | Tuilaepa Aiono Sailele Malielegaoi (prin-ministru)                                       | 23 noiembrie 1998  |
| San Marino                             | Secretar de Stat pentru Afacerile Externe și Politice                                                              | Pasquale Valentini                                                                       | 5 decembrie 2012   |
| São Tomé și Príncipe                   | Miniștri ai Afacerilor Externe (succesivi)                                                                         | Manuel Salvador dos Ramos                                                                | 29 noiembrie 2014  |
| São Tomé și Príncipe                   | Miniștri ai Afacerilor Externe (succesivi)                                                                         | Natália Pedro da Costa Umbelina Neto                                                     | 12 decembrie 2012  |
| Senegal                                | Ministru al Afacerilor Externe și Senegalezilor din Străinătate                                                    | Mankeur Ndiaye                                                                           | 28 octombrie 2012  |
| Serbia · (vezi și : §2)                | Miniștri ai Afacerilor Externe (succesivi)                                                                         | Ivica Dačić                                                                              | 27 aprilie 2014    |
| Serbia · (vezi și : §2)                | Miniștri ai Afacerilor Externe (succesivi)                                                                         | Ivan Mrkić                                                                               | 27 iulie 2012      |
| Seychelles                             | Ministru pentru Afacerile Externe                                                                                  | Jean-Paul Adam                                                                           | 8 iunie 2010       |
| Sfânta Lucia                           | Ministru pentru Afacerile Externe                                                                                  | Alva Baptiste                                                                            | 6 decembrie 2011   |
| Sfântul Cristofor și Nevis             | Ministru al Afacerilor Externe                                                                                     | Patrice Nisbett                                                                          | 5 februarie 2013   |
| Sfântul Vincențiu și Grenadinele       | Ministru al Afacerilor Externe                                                                                     | Camillo Gonsalves                                                                        | 16 septembrie 2013 |
| Sierra Leone                           | Ministru al Afacerilor Externe și Cooperării Internaționale                                                        | Samura Kamara                                                                            | 17 decembrie 2012  |
| Singapore                              | Ministru pentru Afacerile Externe                                                                                  | Kasiviswanathan Shanmugam                                                                | 21 mai 2011        |
| Siria                                  | Ministru al Afacerilor Externe și Expatriaților                                                                    | Walid Muallem                                                                            | 11 februarie 2000  |
| Slovacia                               | Ministru al Afacerilor Externe și Europene                                                                         | Miroslav Lajčák                                                                          | 4 aprilie 2012     |
| Slovenia                               | Ministru al Afacerilor Externe                                                                                     | Karl Erjavec                                                                             | 10 februarie 2012  |
| \| Solomon, Insulele                   | Miniștri ai Afacerilor Externe (succesivi)                                                                         | Milner Tozaka                                                                            | 15 decembrie 2014  |
| \| Solomon, Insulele                   | Miniștri ai Afacerilor Externe (succesivi)                                                                         | Clay Forau Soalaoi                                                                       | 28 februarie 2012  |
| Somalia · (vezi și : §3)               | Miniștri ai Afacerilor Externe și Cooperării Internaționale (succesivi)                                            | Abdirahman Ducaale Bayle                                                                 | 22 ianuarie 2014   |
| Somalia · (vezi și : §3)               | Miniștri ai Afacerilor Externe și Cooperării Internaționale (succesivi)                                            | Fowsiyo Yusuf Haji Adan                                                                  | 13 noiembrie 2012  |
| Spania · (vezi și : §11)               | Ministru al Afacerilor Externe și Cooperării                                                                       | José García-Margallo y Marfil                                                            | 22 decembrie 2011  |
| Sri Lanka                              | Ministru al Afacerilor Externe                                                                                     | Gamini Lakshman Peiris                                                                   | 23 aprilie 2010    |
| Statele Unite ale Americii             | Secretar de Stat                                                                                                   | John Kerry                                                                               | 1 februarie 2013   |
| Sudan                                  | Ministru al Afacerilor Externe                                                                                     | Ali Karti                                                                                | 16 iunie 2010      |
| Sudanul de Sud                         | Ministru al Afacerilor Externe și Cooperării Internaționale                                                        | Barnaba Marial Benjamin                                                                  | 27 iulie 2013      |
| Suedia                                 | Miniștri pentru Afacerile Externe (succesivi)                                                                      | Margot Wallström                                                                         | 3 octombrie 2014   |
| Suedia                                 | Miniștri pentru Afacerile Externe (succesivi)                                                                      | Carl Bildt                                                                               | 6 octombrie 2006   |
| Surinam                                | Ministru al Afacerilor Externe                                                                                     | Winston Lackin                                                                           | 13 august 2010     |
| Swaziland                              | Ministru al Afacerilor Externe și Cooperării Internaționale                                                        | Mgwagwa Gamedze                                                                          | 4 noiembrie 2013   |
| Tadjikistan                            | Ministru al Afacerilor Externe                                                                                     | Sirodjidin Aslov                                                                         | 29 noiembrie 2013  |
| Tanzania                               | Ministru pentru Afacerile Externe, Cooperare Internațională și Integrare Regională                                 | Bernard Membe                                                                            | 11 ianuarie 2007   |
| Thailanda                              | Miniștri ai Afacerilor Externe (succesivi)                                                                         | Thanasak Patimaprakorn                                                                   | 23 mai 2014        |
| Thailanda                              | Miniștri ai Afacerilor Externe (succesivi)                                                                         | Phongthep Thepkanjana (interim)                                                          | 8 mai 2014         |
| Thailanda                              | Miniștri ai Afacerilor Externe (succesivi)                                                                         | Surapong Tovichakchaikul                                                                 | 10 august 2011     |
| Timorul de Est                         | Ministru al Afacerilor Externe și Cooperării                                                                       | José Luís Guterres                                                                       | 8 august 2012      |
| Togo                                   | Ministru al Afacerilor Externe și Cooperării                                                                       | Robert Dussey                                                                            | 17 septembrie 2013 |
| Tonga                                  | Miniștri pentru Afacerile Externe (succesivi)                                                                      | ʻAkilisi Pohiva (prim-ministru)                                                          | 30 decembrie 2014  |
| Tonga                                  | Miniștri pentru Afacerile Externe (succesivi)                                                                      | Siale ʻAtaongo Tuʻivakanō (prim-ministru)                                                | 3 ianuarie 2011    |
| ' Trinidad și Tobago                   | Ministru al Afacerilor Externe                                                                                     | Winston Dookeran                                                                         | 22 iunie 2012      |
| Tunisia                                | Miniștri ai Afacerilor Externe (succesivi)                                                                         | Mongi Hamdi                                                                              | 29 ianuarie 2014   |
| Tunisia                                | Miniștri ai Afacerilor Externe (succesivi)                                                                         | Othman Jerandi                                                                           | 14 martie 2013     |
| Turcia                                 | Miniștri ai Afacerilor Externe (succesivi)                                                                         | Mevlüt Çavușoğlu                                                                         | 29 august 2014     |
| Turcia                                 | Miniștri ai Afacerilor Externe (succesivi)                                                                         | Ahmet Davutoglu                                                                          | 1 mai 2009         |
| Turkmenistan                           | Ministru al Afacerilor Externe                                                                                     | Rașit Meredow                                                                            | 7 iulie 2001       |
| Tuvalu                                 | Ministru pentru Afacerile Externe                                                                                  | Taukelina Finikaso                                                                       | 5 august 2013      |
| Țările de Jos                          | Miniștri ai Afacerilor Externe (succesivi)                                                                         | Bert Koenders                                                                            | 17 octombrie 2014  |
| Țările de Jos                          | Miniștri ai Afacerilor Externe (succesivi)                                                                         | Frans Timmermans                                                                         | 5 noiembrie 2012   |
| Ucraina · (vezi și: §3)                | Miniștri ai Afacerilor Externe (succesivi)                                                                         | Pavlo Klimkin                                                                            | 19 iulie 2014      |
| Ucraina · (vezi și: §3)                | Miniștri ai Afacerilor Externe (succesivi)                                                                         | Andri Dechtchytsia (interimar)                                                           | 27 februarie 2014  |
| Ucraina · (vezi și: §3)                | Miniștri ai Afacerilor Externe (succesivi)                                                                         | Leonid Kojara                                                                            | 24 decembrie 2012  |
| Uganda                                 | Ministru al Afacerilor Externe                                                                                     | Sam Kutesa                                                                               | 13 ianuarie 2005   |
| Ungaria                                | Miniștri ai Afacerilor Externe (succesivi)                                                                         | Péter Szijjártó                                                                          | 23 septembrie 2014 |
| Ungaria                                | Miniștri ai Afacerilor Externe (succesivi)                                                                         | Tibor Navracsics                                                                         | 6 iunie 2014       |
| Ungaria                                | Miniștri ai Afacerilor Externe (succesivi)                                                                         | János Martonyi                                                                           | 29 mai 2010        |
| Uruguay                                | Ministru al Relațiilor Externe                                                                                     | Luis Almagro                                                                             | 1 martie 2010      |
| Uzbekistan                             | Ministru al Afacerilor Externe                                                                                     | Abdulaziz Komilov                                                                        | 13 ianuarie 2012   |
| Vanuatu                                | Miniștri pentru Afacerile Externe (succesivi)                                                                      | Sato Kilman                                                                              | 15 mai 2014        |
| Vanuatu                                | Miniștri pentru Afacerile Externe (succesivi)                                                                      | Edward Natapei                                                                           | 20 martie 2013     |
| Vatican / Sfântul Scaun                | Secretari pentru Relațiile cu Statele (Sfântul Scaun) (succesivi)                                                  | Paul Gallagher                                                                           | 8 noiembrie 2014   |
| Vatican / Sfântul Scaun                | Secretari pentru Relațiile cu Statele (Sfântul Scaun) (succesivi)                                                  | Dominique Mamberti                                                                       | 15 septembrie 2006 |
| Venezuela                              | Miniștru al Puterii Populare pentru Afacerile Externe (succesivi)                                                  | Delcy Rodríguez                                                                          | 26 decembrie 2014  |
| Venezuela                              | Miniștru al Puterii Populare pentru Afacerile Externe (succesivi)                                                  | Rafael Ramírez                                                                           | 2 septembrie 2014  |
| Venezuela                              | Miniștru al Puterii Populare pentru Afacerile Externe (succesivi)                                                  | Elías Jaua                                                                               | 15 ianuarie 2013   |
| Vietnam                                | Ministru al Afacerilor Externe                                                                                     | Phạm Bình Minh                                                                           | 3 august 2011      |
| Yemen                                  | Miniștri ai Afacerilor Externe (succesivi)                                                                         | Abdoullah al-Saïdi                                                                       | 9 noiembrie 2014   |
| Yemen                                  | Miniștri ai Afacerilor Externe (succesivi)                                                                         | Jamal Abdullah al-Sallal                                                                 | 11 iunie 2014      |
| Yemen                                  | Miniștri ai Afacerilor Externe (succesivi)                                                                         | Abu Bakr al-Qirbi                                                                        | 7 aprilie 2001     |
| Zambia                                 | Miniștri ai Afacerilor Externe (succesivi)                                                                         | Harry Kalaba                                                                             | 13 martie 2014     |
| Zambia                                 | Miniștri ai Afacerilor Externe (succesivi)                                                                         | Wilbur Simuusa                                                                           | 13 august 2013     |
| Zimbabwe                               | Ministru al Afacerilor Externe                                                                                     | Simbarashe Mumbengegwi                                                                   | 15 aprilie 2005    |

## State independente recunoscute parțial
| Statul                          | Separat din                                 | Funcția | Numele                   | Începând cu        |
| ------------------------------- | ------------------------------------------- | --- | ------------------------ | ------------------ |
| Abhazia                         | Georgia                                     | Ministru pentru Afacerile Externe                                                                               | Viacheslav Chirikba      | 1 iunie 2011       |
| Ciprul de Nord                  | Cipru                                       | Ministru al Afacerilor Externe                                                                                  | Özdil Nami               | 2 septembrie 2013  |
| Kosovo                          | Serbia                                      | Miniștri ai Afacerilor Externe (succesivi)                                                                      | Hashim Thaçi             | 12 decembrie 2014  |
| Kosovo                          | Serbia                                      | Miniștri ai Afacerilor Externe (succesivi)                                                                      | Enver Hoxhaj             | 22 februarie 2011  |
| Osetia de Sud                   | Georgia                                     | Ministru al Afacerilor Externe                                                                                  | David Sanakoyev          | 30 mai 2012        |
| Statul Palestina (vezi și : §4) | Israel · Autoritatea Națională Palestiniană | Seful Départementului Relațiilor Internaționale al Comitului Executiv al Organizației de Eliberare a Palestinei | Ghassan al Shakaa        | 27 august 2009     |
| Sahara occidentală              | ' Maroc                                     | Ministru al Afacerilor Externe                                                                                  | Mohamed Salem Ould Salek | 21 ianuarie 1998   |
| Taiwan                          | China                                       | Ministru al Afacerilor Externe                                                                                  | David Lin                | 27 septembrie 2012 |

## State independente nerecunoscute
| Statul                      | Separat din        | Funcția                                                     | Numele             | Începând cu       |
| --------------------------- | ------------------ | ----------------------------------------------------------- | ------------------ | ----------------- |
| Donețk, Republica Populară  | Ucraina            | Miniștri ai Afacerilor Externe (succesivi)                  | Alexander Kofman   | 12 noiembrie 2014 |
| Donețk, Republica Populară  | Ucraina            | Miniștri ai Afacerilor Externe (succesivi)                  | funcție vacantă    | 28 august 2014    |
| Donețk, Republica Populară  | Ucraina            | Miniștri ai Afacerilor Externe (succesivi)                  | Aleksandr Karaman  | 15 august 2014    |
| Donețk, Republica Populară  | Ucraina            | Miniștri ai Afacerilor Externe (succesivi)                  | Ekaterina Gubareva | 10 aprilie 2014   |
| Lugansk, Republica Populară | Ucraina            | Ministru al Afacerilor Externe                              | funcție vacantă    | 26 august 2014    |
| Karabahul de Munte          | Azerbaidjan        | Ministru al Afacerilor Externe                              | Karen Mirzoyan     | 22 septembre 2012 |
| Somaliland                  | Somalia            | Ministru al Afacerilor Externe și Cooperării Internaționale | Mohamed Yonis      | 25 iunie 2013     |
| Transnistria                | Moldova, Republica | Ministru al Afacerilor Externe                              | Nina Shtanski      | 17 ianuarie 2012  |

## Entități cu statut apropiat de cel de stat
| Entitate                                                 | Funcție                                                                                                 | Nume                                                                     | Începând cu       |
| -------------------------------------------------------- | --- | ------------------------------------------------------------------------ | ----------------- |
| Ordinul de Malta                                         | Mari Cancelari (succesivi)                                                                              | Albrecht Freiherr von Boeselager                                         | 31 mai 2014       |
| Ordinul de Malta                                         | Mari Cancelari (succesivi)                                                                              | Jean-Pierre Mazery                                                       | 16 aprilie 2005   |
| Autoritatea Națională Palestiniană (vezi și : §2 și §10) | Ministru al Afacerilor Externe                                                                          | Riyad al-Maliki (corevendicator din 10 martie 2011 până în 2 iunie 2014) | 1 septembrie 2007 |
| Uniunea Europeană                                        | Înalți Reprezentanți ai Unuinii Europene pentru Afacerile Externe și Politica de Securitate (succesivi) | Federica Mogherini                                                       | 1 noiembrie 2014  |
| Uniunea Europeană                                        | Înalți Reprezentanți ai Unuinii Europene pentru Afacerile Externe și Politica de Securitate (succesivi) | Catherine Ashton                                                         | 1 decembrie 2009  |

## Teritorii britanice de peste mări și dependențe ale coroanei britanice
| Teritoriu | Suveranitate      | Funcția                           | Numele           | Începând cu       |
| --------- | ----------------- | --------------------------------- | ---------------- | ----------------- |
| Jersey    | Coroana briranică | Ministru pentru Relațiile Externe | Philip Bailhache | 25 noiembrie 2011 |

## Departamente și colectivități de peste mări și teritorii cu statut special franceze
| Teritoriu          | Suveranitate | Funcția                | Numele         | Începând cu        |
| ------------------ | ------------ | ---------------------- | -------------- | ------------------ |
| Polinezia Franceză | Franța       | Președinți (succesivi) | Édouard Fritch | 12 septembrie 2014 |
| Polinezia Franceză | Franța       | Președinți (succesivi) | Gaston Flosse  | 17 mai 2013        |

## Dependințe și teritorii speciale ale Noii-Zeelande
| Teritoriu      | Suveranitate  | Funcția                                      | Numele                        | Începând cu    |
| -------------- | ------------- | -------------------------------------------- | ----------------------------- | -------------- |
| Cook, Insulele | Noua Zeelandă | Ministru al Afacerilor Externe și Imigrației | Henry Puna (prim-ministru)    | 25 iulie 2013  |
| Niue, Insule   | Noua Zeelandă | Ministru al Agențiilor Centrale              | Toke Tufukia Talagi (premier) | 19 iunie 2008  |
| Tokelau        | Noua Zeelandă | Șefi ai guvernului (succesivi)               | Kuresa Nasau                  | februarie 2014 |
| Tokelau        | Noua Zeelandă | Șefi ai guvernului (succesivi)               | Salesio Lui                   | martie 2013    |

## Teritorii speciale ale Statelor Unite ale Americii
| Teritoriu  | Suveranitate               | Funcția          | Numele        | Începând cu     |
| ---------- | -------------------------- | ---------------- | ------------- | --------------- |
| Porto Rico | Statele Unite ale Americii | Secretar de stat | David Bernier | 2 ianuarie 2013 |

## Alte teritorii nesuverane
| Teritoriu           | Suveranitate       | Funcția                                    | Numele                                      | Începând cu       |
| ------------------- | ------------------ | ------------------------------------------ | ------------------------------------------- | ----------------- |
| Feroe, Insulele     | ' Danemarca        | Ministru al Afacerilor Externe             | Kaj Leo Johannesen (prim-ministru)          | 14 noiembrie 2011 |
| Găgăuzia            | Moldova, Republica | Șef al Departamentului Relațiilor Externe  | Svetlana Gradinari                          | 2013              |
| Groenlanda          | Danemarca          | Miniștri ai Afacerilor Externe (succesivi) | Vittus Qujaukitsoq                          | 12 decembrie 2014 |
| Groenlanda          | Danemarca          | Miniștri ai Afacerilor Externe (succesivi) | Kim Kielsen (interimar) (premier interimar) | 1 octombrie 2014  |
| Groenlanda          | Danemarca          | Miniștri ai Afacerilor Externe (succesivi) | Aleqa Hammond (premier)                     | 5 aprilie 2013    |
| Kurdistanul Irakian | Irak               | Șeful Departamentului de Relații Externe   | Falah Mustafa Bakir                         | septembrie 2000   |

## Guverne în exil și / sau alterantive
| Entitate                              | Suveranitate recunoscută internațional                                                                                            | Funcția                                                        | Numele | Începând cu        |
| ------------------------------------- | --- | -------------------------------------------------------------- | --- | ------------------ |
| Guvernul Alternativ al Estoniei       | Estonia · Guvern „în exil” care se consideră succesor al guvernului în exil din timpul ocupației sovietice                        | Ministru al afacerilor externe                                 | funcție vacantă | 14 decembrie 2003  |
| Gaza, Fȃșia (vezi și : §4)            | Autoritatea Națională Palestiniană (Guvern al Hamas)                                                                              | guvern desființat                                              | | 2 iunie 2014       |
| Gaza, Fȃșia (vezi și : §4)            | Autoritatea Națională Palestiniană (Guvern al Hamas)                                                                              | Ministru al Afacerilor Externe                                 | Ismail Haniyeh (interimar) (corevendicator din 2 septembrie 2012 până în 2 iunie 2014) (interimar) (prim-ministru) | 2 septembrie 2012  |
| Guvernul Salvării Naționale al Libiei | Guvernul Provizoriu (al Camerei Reprezentanților a Libiei̠) Guvern alternativ instituit de Noul Congres Național General al Libiei | Ministru al Afacerilor Externe și Cooperătii Internaționale    | Mohamed al-Ghariani (corevendicator începând cu 6 septembrie 2014)                                                 | 6 septembrie 2014  |
| Administrația Centrală Tibetană       | China (Guvern în exil) | Kalon (ministru) ai Informațiilor și Relațiilor Internaționale | Dicki Chhoyang | 16 septembrie 2011 |

## Diviziuni administrative autonome
Au fost prezentate doar diviziunile administrative care au în cadrul guvernului local portofoliul de ministru al afacerilor externe sau echivalent
| Diviziune                    | Aparține de  | Funcția                                                                                     | Numele                               | Începând cu        |
| ---------------------------- | ------------ | ------------------------------------------------------------------------------------------- | ------------------------------------ | ------------------ |
| Baden-Württemberg            | Germania     | Ministru al Afacerilor Federale, Europene și Internaționale                                 | Peter Friedrich                      | 12 mai 2011        |
| Regiunea Capitalei Bruxelles | Belgia       | Ministru Responsabil pentru Relațiile Externe                                               | Guy Vanhengel                        | 7 mai 2013         |
| Catalonia                    | Spania       | Consilier la Președinția Generalității din Catalonia (cu atribuții de reprezentare externă) | Francesc Homs Molist                 | 27 decembrie 2012  |
| Flandra                      | Belgia       | Miniștri pentru Politica Externă (succesivi)                                                | Geert Bourgeois (ministru prezident) | 25 iulie 2014      |
| Flandra                      | Belgia       | Miniștri pentru Politica Externă (succesivi)                                                | Kris Peeters (ministru prezident)    | 22 septembrie 2008 |
| Québec                       | Canada       | Miniștri ai Relațiilor Internaționale și Francofoniei (succesivi)                           | Christine Saint-Pierre               | 22 aprilie 2014    |
| Québec                       | Canada       | Miniștri ai Relațiilor Internaționale și Francofoniei (succesivi)                           | Jean-François Lisée                  | 19 septembrie 2012 |
| Scoția                       | Regatul Unit | Secretar al Cabinetului pentru Afacerile Externe                                            | Fiona Hyslop                         | 1 decembrie 2000   |
| Valonia                      | Belgia       | Miniștri prezidenți (succesivi)                                                             | Paul Magnette                        | 22 iulie 2014      |
| Valonia                      | Belgia       | Miniștri prezidenți (succesivi)                                                             | Rudy Demotte                         | 15 iulie 2009      |
| Țara Galilor                 | Regatul Unit | Prim ministru                                                                               | Carwyn Jones                         | 10 decembrie 2009  |